# Nittha Jirayungyurn
Nittha Jirayungyurn (thai: นิษฐา จิรยั่งยืน), född 21 september 1990 i Bangkok, är en thailändsk fotomodell och skådespelare. Jirayungyurn arbetar för Thailands TV kanal 3 där hon medverkat i ett stort antal tv-dramer.

## Biografi
Jirayungyurn är född i Bangkok och gick grundskolan vid Sacred Heart School och St. Joseph School. Hon tog därefter examen i modeskapande vid Srinakharinwirot-universitetet.
Hon gifte sig i december 2019 med affärsmannen Tharaphut Kuhapremkit, med en bröllopsceremoni som hölls i januari 2020.

## Karriär
Jirayungyurns första skådespelarroll var i tv-serien Khun Chai Pawornruj (2013) som Thanying Wanrasa, där hon spelade mot Tanawat Wattanaputi. 2013 hade hon också en roll i tv-serien Khun Chai Puttipat. Hon har sedan dess spelat med i ett antal tv-dramer vid Thailands TV, kanal 3.
2016 hade hon huvudrollen som Nui i biofilmen One Day där hon spelade mot Chantavit Dhanasevi. Jirayungyurn hade 2016 också rollen som Fa i komedifilmen A Gift. Bland hennes vidare roller kan nämnas Jao Mingla i tv-serien Rak Nakara (2017) och Meen i dramafilmen 7 Days (2018).

### Utmärkelser
De första utmärkelser Jirayungyurn erövrade gällde debuten med Khun Chai Pawornruj, för vilken hon fick 6th Siam Dara Stars Awards (2013) som Bästa nya skådespelerska, 8th OK! Awards (2013) som Female Rising Star, Seesan Bunturng Awards (2013) som Rising Actress och TV3 Fanclub Awards (2014) som Female Rising Actress.
Jirayungyurn har senare nominerats till och också erövrat ett stort antal andra utmärkelser. Bland de mest prestigefyllda utmärkelserna kan nämnas att Jirayungyurn 2017 vann den thailändska utmärkelsen National Film Association Award som Bästa skådespelerska för sin roll i One Day (2016). 2019 nominerades hon till Asian Academy Creative Award för Bästa skådespelerska i huvudroll för sin roll i 7 Days (2018). Den utmärkelsen erövrade hon dock inte.